# Andrea Piechele
Andrea Piechele (* 29. Juni 1987 in Cles) ist ein ehemaliger italienischer Radrennfahrer.
Andrea Piechele gewann 2007 das italienische Eintagesrennen Gran Premio Cementizillo. In der Saison 2008 gewann er die zweite Etappe des Giro della Regione Friuli Venezia Giulia nach Casarsa della Delizia. Außerdem wurde er jeweils Zweiter bei den Eintagesrennen Popolarissima di Treviso und Gran Premio B.C.C. Alto Padovana di km. Ende der Saison fuhr er für das US-amerikanische ProTeam Columbia als Stagiaire. 
Danach fuhr Piechele nur noch für italienische Mannschaften bis zu seinem Karriereende nach der Saison 2015. Seine größten Erfolge waren dabei ein zweiter Etappenplatz auf der siebten Etappe der Türkei-Rundfahrt 2015 und ein zweiter Platz beim Circuito de Getxo 2010.

## Erfolge
2008
- eine Etappe Giro della Regione Friuli Venezia Giulia

## Teams
- 2008 Team Columbia (Stagiaire)
- 2010 CarmioOro NGC
- 2011 Colnago-CSF Inox
- 2012 Colnago-CSF Inox (bis 10. Mai)
- 2013 Ceramica Flaminia-Fondriest (ab 20. Juni)
- 2014 Bardiani CSF
- 2015 Bardiani CSF